# Fehérkút
Fehérkút (szlovákul: Príbelce) község Szlovákiában, a Besztercebányai kerületben, a Nagykürtösi járásban. Alsó- és Felsőfehérkút egyesítésével jött létre.

## Fekvése
Nagykürtöstől 8 km-re nyugatra, az Ipolymenti-síkság és a Korponai-dombság között fekszik.

## Története
A falut 1244-ben villa Prebul néven említik először. Birtokosa a Hont-Pázmány nemzetség volt, akik 1262-ben a bozóki premontrei apátságnak adományozták. Alsó- és Felsőfehérkutat csak 1354-ben említik külön először. 1356-ban említik Szent Erzsébet tiszteletére szentelt templomát. 1464-ben Alsófehérkutat a Balassák szerezték meg, ekkor 10 lakott és 4 lakatlan ház állt a faluban. 1715-ben Alsófehérkúton 24 háztartás található, míg Felsőfehérkút ebben az időszakban lakatlan volt. Felsőfehérkút a 18. században a Laszkáry család birtoka lett. 1828-ban Alsófehérkút 77 házát 463-an lakták, míg Felsőfehérkúton 50 ház számláltatott 301 lakossal. A 19. században Alsófehérkút a Zichy család birtoka volt, míg Felsőfehérkút Laszkáry Pál helyi nemes birtoka. Mindkét falu lakói főként mezőgazdasággal foglalkoztak.
Vályi András szerint "PRIBELY. Alsó, és Felső Pribely. Két tót falu Hont Vármegyében, Alsónak földes Ura Gróf Zichy Uraság, ez fekszik Palojtához nem meszsze, mellynek filiája; amannak pedig föl. Urai több Uraságok, fekszenek Kékkőhöz mintegy másfél mértföldnyire, lakosai katolikusok, és másfélék is, határbéli földgyeik középszerűek, legelőjök elég van, mind a’ kétféle fájok is, szőleik alább való borokat teremnek, második osztálybéliek."
Fényes Elek szerint "Alsó-Pribel, tót falu, Honth vmegyében, Nógrád vmegye szélén, 14 kath., 440 evang. lak. F. u. többen. Ut. p. Balassa-Gyarmat. Felső-Pribel, tót falu, Honth vmegyében, 37 kath., 275 evang., 4 zsidó lak. Evang. anyatemplom. Bora meglehetős. Földje sovány; F. u. gr. Zichy és b. Balassa. Ut. p. B. Gyarmat."
A trianoni békeszerződésig területe Hont vármegye Ipolynyéki járásához tartozott. Alsó- és Felsőfehérkutat 1966-ban egyesítették.
Területén feküdt a középkorban Csehi falu is, melyet 1257-ben "Chechy" alakban említenek először. 1393-ban két településre szakadt: "Alsochehy" és "Felseuchechy". 1414-ben "Kis Csehy". A falu 1720-ban már lakatlan volt és nem telepítették újra.

## Népessége
| Év:            | 1994. | 2004.   | 2014.   | 2024.   |
| -------------- | ----- | ------- | ------- | ------- |
| Emberek száma: | 627   | 585     | 571     | 569     |
| Eltérés:       |       | -6,69 % | -2,39 % | -0,35 % |

| Év:            | 2023. | 2024.   |
| -------------- | ----- | ------- |
| Emberek száma: | 561   | 569     |
| Eltérés:       |       | +1,42 % |

1880-ban Alsófehérkút 325 lakosából 292 szlovák, 25 magyar anyanyelvű és 8 csecsemő; míg Felsőfehérkút 288 lakosából 270 szlovák, 9 magyar, 2 német anyanyelvű és 7 csecsemő volt.
1910-ben Alsófehérkút 459 lakosából 412 szlovák, 37 magyar, 2 német és 8 egyéb, míg Felsőfehérkút 229 lakosából 211 szlovák, 15 magyar és 3 német anyanyelvű volt.
2001-ben 597 lakosából 589 szlovák volt.
2011-ben 567 lakosából 537 szlovák volt.
2021-ben 558 lakosából 539 szlovák, 7 cseh, 4 magyar (0,72%), 1 lengyel, 1 román, 1 olasz, 2 egyéb, 3 ismeretlen nemzetiségű volt.

## Neves személyek
- Itt született 1780-ban Csaplovics János (Ján Čaplovič) történész, jogi és földrajzi író.
- A Laszkáry családnál volt nevelő Viliam Pauliny-Tóth, a szlovák nemzeti mozgalom egyik vezetője.
- Itt működött 1848 előtt Ján Rotarides tanító, aki barátjával, Janko Kráľlal a magyar forradalmat követő napokban a hűbérurak elleni lázadást szervezett. Egykori lakóhelyüket emléktábla jelöli.
- Itt szolgált Antoni Dániel evangélikus lelkész.

## Nevezetességei

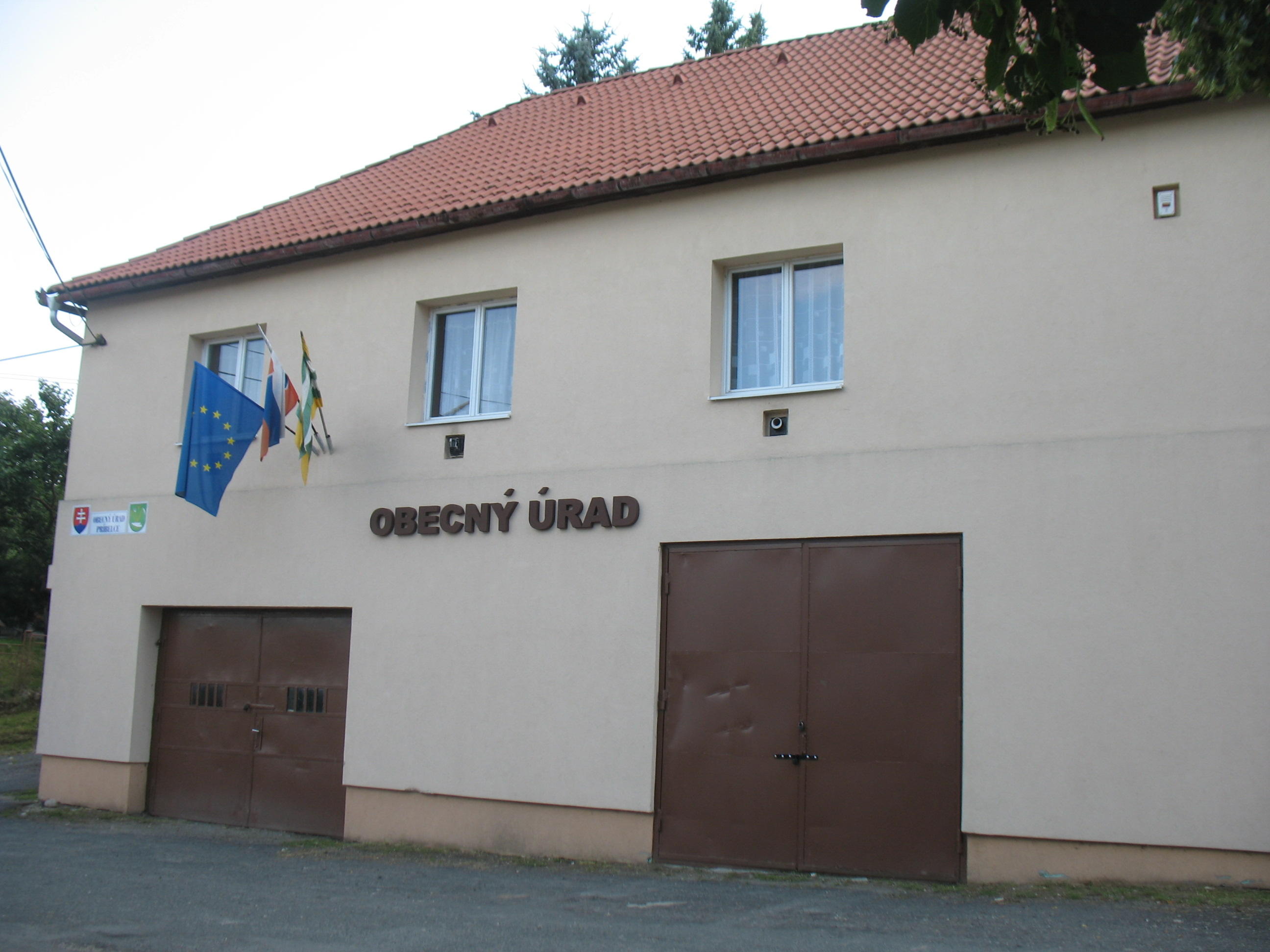
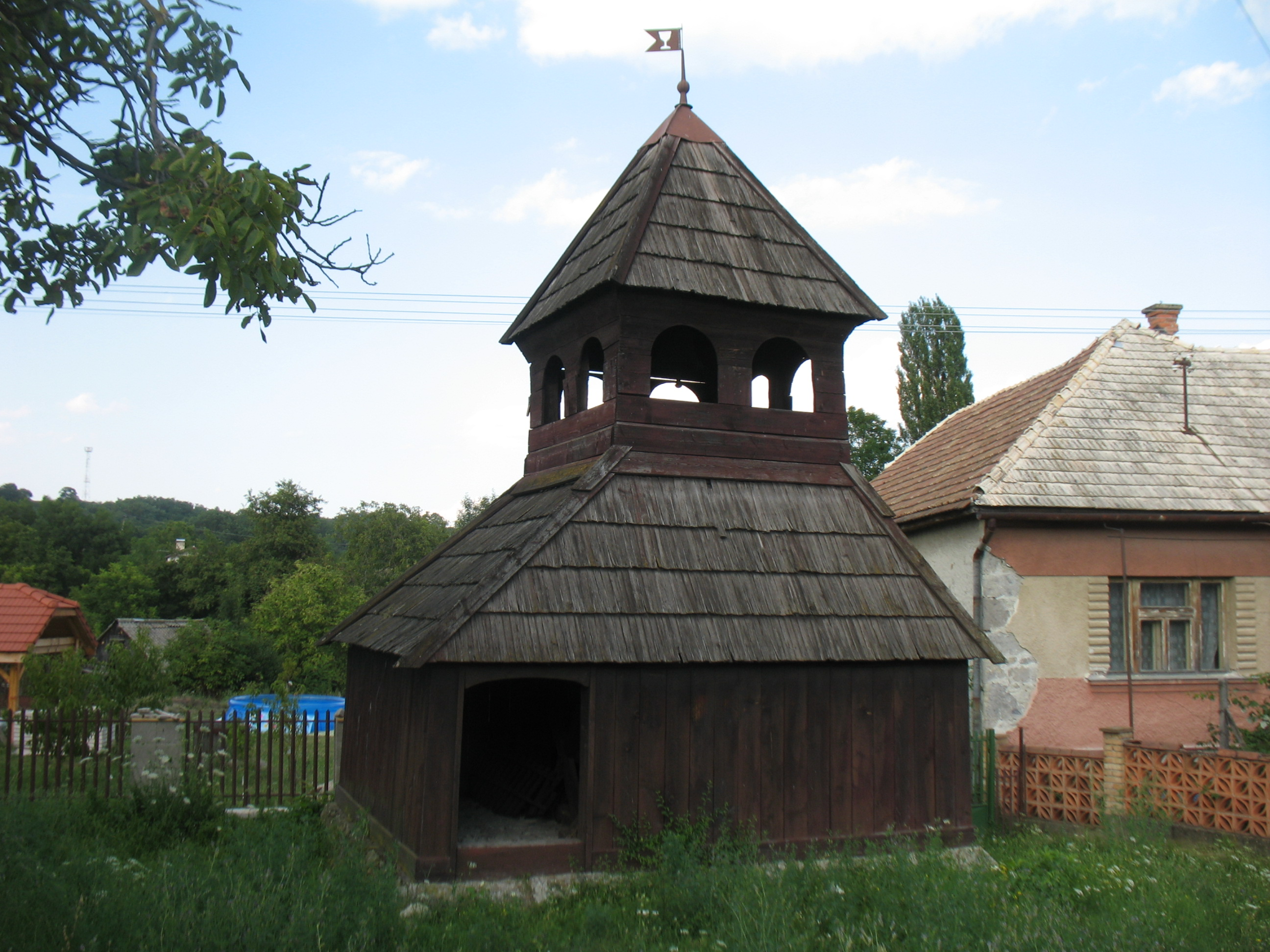

- Felsőfehérkút evangélikus temploma a 13. század végén épült, kora gótikus stílusban. A 17. században átépítették.
- Felsőfehérkút fa haranglába a 18. század végén készült.
- Felsőfehérkút későbarokk kastélya a 18. század első felében épült, a 20. században átépítették.
- Alsófehérkút fa haranglába a 19. század második felében készült.
- A falu határában levő homokbányában ősi cápafogakat találtak.
- A falu határában 2450 m hosszú természetvédelmi tanösvény található, melynek folytatása az a 10 km hosszú turistaút, amely a falu híres természeti látványosságaihoz: a Kőasszonyhoz és a Fehérkúthoz vezet.
- A falu népművészetéről, csipkeveréséről, háziszőtteseiről, népviseletéről is nevezetes.
- Itt található Szlovákia egyik leglátogatottabb lőtere is.

## Külső hivatkozások
- Hivatalos oldal
- Községinfó
- Fehérkút Szlovákia térképén
- Tourist-channel.sk
- Vychodnohont.sk
- E-obce.sk Archiválva 2007. október 26-i dátummal a Wayback Machine-ben